# Vodní nádrž Staviště
Vodní nádrž Staviště je údolní vodní nádrž, která byla vybudována mezi lety 1956-1959 na potoku Staviště na okraji Žďáru nad Sázavou. V okolí města se nachází dvojice dalších vodních nádrží – Pilská mezi Žďárem a Polničkou a Strž mezi Stržanovem a Světnovem.

## Historie
Vodní nádrž byla vybudována v letech 1956 – 1959 a jejím úkolem bylo zásobování města pitnou vodou. S postupným rozvojem a rozrůstáním Žďáru však přestala stačit a proto byly do zdejší vodárenské soustavy připojeny i vzdálené vodní nádrže Vír a Mostiště. Po roce 1990 byla v zásobování dána přednost kvalitnější vodě z Víru a přehrada tak dnes slouží pouze jako záložní zdroj. Hlavními úkoly přehrady tak dnes jsou ochrana před povodněmi a nadlepšování minimálních průtoků potoka.

## Dostupnost
Vlastní vodní nádrž není pro veřejnost přístupná. K její hrázi nevede žádná silnička, pouze pěšina od ulice V Lískách. V blízkosti přehrady prochází modře značená turistická stezka ze Žďáru na Lhotku.